# Alexander Iwanowitsch Schukow
Alexander Iwanowitsch Schukow (russisch Александр Иванович Жуков; * 1. August 1898 in Jaropolez, Oblast Moskau, Russisches Kaiserreich; † 14. Juli 1965) war ein sowjetischer Theater- und Film-Schauspieler.

## Leben
Schukow stammte aus dem Dorf Jaropolez im Wolokolamski rajon. Sein Vater war Händler, die Mutter arbeitete in der Landwirtschaft. 1910 beendete Schukow die dreiklassige städtische Schule, besuchte danach bis 1917 in Moskau eine Handelsschule und bis 1918 die technologische Abteilung des Moskauer Handelsinstitutes. Anschließend war er für etwa ein Jahr kulturpolitischer Leiter des Wehramtes von Wolokolamsk. Von Juli 1918 bis März 1920 gehörte Schukow der WKP(B) und seit April 1921 dem Rat der sowjetischen Künstlergewerkschaft an.
Im Jahr 1921 begann Schukow am Moskauer Theater des Krasnoprenensker Sowjets seine Schauspiellaufbahn, wechselte aber schon 1922 an das Theater Tiwoli. Nach einigen Freilichtauftritten im Jahr 1923 trat er bis 1924 am Kaljew Theater, danach kurzzeitig am Städtischen Theater von Wolodarsk und bis 1925 am Sretensker Dramentheater auf.
1925 gab Schukow in dem Drama Морока (Moroka) sein Filmdebüt und stand ab Juni 1936 bei Meschrabpom unter Vertrag. Bis einschließlich Фома Гордеев (Foma Gordejew, 1959) nach Maxim Gorkis gleichnamigem Roman spielte der dunkelhaarige Mime als Nebendarsteller in 33 Filmen mit. Zu seinem Schaffen gehören der Historienfilm Булат Батыр (Bulat Batyr, 1927), die Filmbiografie Gorkis Kindheit (1938), in der er einen Onkel des Autors darstellte, und die Scholochow-Adaption Der stille Don (1957–58). In Marionetten (1934) arbeitete Schukow erstmals mit Alexander Rou zusammen, in dessen Regiedebüt Der Zauberfisch (1938) er ebenso zu sehen war wie in Rous späteren Werken Mainacht (1952) und Die Abenteuer des gestiefelten Katers (1957).

## Filmografie (Auswahl)
- 1926: Iwan der Schreckliche (Krylja cholopa)
- 1933: Randbezirk (Okraina)
- 1934: Marionetten (Marionetki)
- 1936: Am blauesten aller Meere (U samowo sinewo morja)
- 1938: Gorkis Kindheit (Djetstwo Gorkowo)
- 1938: Der Zauberfisch (Po schtschutschemu weleniju)
- 1939: Ein Mädchen mit Charakter (Djewuschka s charakterom)
- 1947: Erziehung der Gefühle (Selskaja utschitelniza)
- 1952: Mainacht (Maiskaja notsch, ili Utoplenniza)
- 1954: Der Ersatzspieler (Sapasnoi igrok)
- 1956: Dragozenny podarok
- 1957: Die Abenteuer des gestiefelten Katers (Nowyje pochoschdenija Kota w sapogach)
- 1957–58: Der stille Don (Tichi Don)

Anmerkung: Schukow wird stellenweise auch als Darsteller des Danila in Rous Das Wunderpferdchen genannt, der nach anderer Quellenlage aber von Anatoli Schukow gespielt wurde.